# World Badminton Grand Prix 1994 (Finale)
Das Finale des World Badminton Grand Prix 1994 fanden in Bangkok vom 7. bis zum 11. Dezember 1994 statt. Es war der Abschlusswettkampf der Grand-Prix-Serie der abgelaufenen Saison. Das Preisgeld betrug 300.000 US-Dollar. Das Turnier hatte damit einen Sechs-Sterne-Status im World Badminton Grand Prix.

## Finalresultate
| Disziplin    | Sieger                      | Finalist                        | Ergebnis          |
| ------------ | --------------------------- | ------------------------------- | ----------------- |
| Herreneinzel | Ardy Wiranata               | Alan Budikusuma                 | 9:15, 15:7, 15:5  |
| Dameneinzel  | Susi Susanti                | Ye Zhaoying                     | 4:11, 12:10, 11:4 |
| Herrendoppel | Ricky Subagja Rexy Mainaky  | Rudy Gunawan Bambang Suprianto  | 15:10, 15:7       |
| Damendoppel  | Ge Fei Gu Jun               | Finarsih Lili Tampi             | 13:15, 15:8, 15:7 |
| Mixed        | Thomas Lund Marlene Thomsen | Jan-Eric Antonsson Astrid Crabo | 15:4, 15:9        |